# Plectrocnemia spinigera
Plectrocnemia spinigera là một loài Trichoptera hóa thạch trong họ Polycentropodidae.